# Encephalartos relictus
Encephalartos relictus  (лат.) — вид саговников рода Энцефаляртос (Encephalartos) семейства Замиевые (Zamiaceae). Впервые описан южноафриканским ботаником П. Дж. Хертером в 2001 году.
Реликтовый вид, в дикой природе не встречающийся.

## Распространение и среда обитания
Эндемик востока Эсватини, известный по единственному мужскому растению. В природе встречался на ограниченном участке в горах Лебомбо на высоте 400—600 м.
Рос на холмистых склонах в сухих саваннах.

## Ботаническое описание
Нанофанерофит.
Древовидное растение высотой до 2,5 м.
Основание листа золотисто-коричневого цвета; сами листья многочисленные, серо-зелёного цвета, жёсткие, с прямым шерстистым рахисом (с возрастом становящимся голым). Листья собраны в раскидистую густую крону.
Стробилы голые, зеленовато-желтоватые.
Все части растения ядовиты.
Близок виду Encephalartos heenanii R.A.Dyer.

## Значение
Выращивается как декоративное растение.

## Природоохранная ситуация
Вид считается исчезнувшим в дикой природе («EW») согласно данным Международного союза охраны природы. Причиной исчезновения популяции называется браконьерство (сбор растений для коллекций).